# Stena DrillMAX
Stena DrillMAX bezeichnet eine von 2006 bis 2012 gebaute Serie von vier Bohrschiffen.

## Einzelheiten
Die unter der Flagge des Vereinigten Königreichs eingesetzten Schiffe wurden auf der südkoreanischen Werft Samsung Heavy Industries in Geoje gebaut. Sie gehören verschiedenen Reedern, werden aber alle vom britischen Unternehmen Stena Drilling Ltd. betrieben, welches im schottischen Aberdeen ansässig ist.
Mit der Möglichkeit, in bis zu 10.000 Fuß (etwa 3.050 m) tiefem Wasser zu bohren, zählen die Schiffe der Serie zu den leistungsfähigsten Bohrschiffen der Welt.

## Schiffe der Klasse
| Bauname        | Baunummer | Bestellung Kiellegung Stapellauf Ablieferung                     | Rufzeichen | IMO-Nummer | Verbleib    |
| -------------- | --------- | ---------------------------------------------------------------- | ---------- | ---------- | ----------- |
| Stena DrillMAX | 1650      | 29. Juli 2005 10. Oktober 2006 13. Januar 2007 31. Dezember 2007 | 2ALV2      | 9364942    | so in Fahrt |
| Stena Carron   | 1669      | 7. März 2006 23. Juli 2007 31. Oktober 2007 22. August 2008      | 2BKQ8      | 9364954    | so in Fahrt |
| Stena Forth    | 1747      | 25. Oktober 2006 5. Juni 2008 9. August 2008 13. August 2009     | 2COV5      | 9428932    | so in Fahrt |
| Stena IceMAX   | 1755      | 29. April 2008 13. Dezember 2010 16. März 2011 16. April 2012    | 2FMJ5      | 9517575    | so in Fahrt |
| Daten: DNV GL  |           |                                                                  |            |            |             |

## Zwischenfälle
Bekannt wurde die Stena Carron durch einen Zwischenfall im September 2010, als Greenpeace-Aktivisten das Schiff etwa 200 km vor der Küste der Shetlandinseln enterten, um eine Bohrung zu verhindern.